# Роскошь
Ро́скошь (Luxus, luxe, luxury) — внешнее проявление великолепия.
Роскошь существует в тех обществах, в которых существуют классы, эксплуатирующие чужой труд, при этом получая крупные нетрудовые доходы, они имеют возможность тратить их на редкие и дорогие предметы потребления. Еще с древних времен роскошь вызывала суровое осуждение моралистов и мыслителей и упорную борьбу со стороны общественной власти. В некоторых государствах существовал и существует Налог на роскошь.

## Предметы роскоши
Предметы роскоши (товары премиум-класса, товары люкс-класса, англ. luxury goods) — одежда от-кутюр, автомобили премиум- и представительского класса и спорткары, аппаратура класса High End, часы (преимущественно швейцарские) и тому подобное.

## Исследования роскоши

### Апологетическое направление
Представители апологетического направления защищали роскошь, обосновывая её существование тем, что расточительство высших классов дает низшим дополнительные рабочие места и стимул к развитию. Апологетическое направление получило большой импульс в годы монархии во Франции в конце XVIII — первой половине XIX века, когда королевский двор обладал статусом самого роскошного в Европе. Тезисы в защиту роскоши выдвигали Сен-Ламбер, Анри Бодрийяр во Франции и Бернард Мандевиль в Англии.

### Ригористическое направление
Ригористы подвергали роскошь критике, указывая на то, что она является причиной нищеты представителей низших классов, ведет к моральной распущенности и нравственной деградации и в итоге ослабляет государство. В качестве примера в сочинениях ригористов приводились город Сибарис и государства Азии (т. н. «азиатская роскошь»). Известными ригористами были утописты (Сен-Симон) во Франции, Аддам Сиббит и Эмиль Лаверье в Англии.
В своей работе Э. Лаверье доказывал инстинктивность роскоши по аналогии с феноменами биологического мира (в частности, по аналогии с инстинктом птиц к украшению своих гнезд) и однозначно определял роскошь как негативный феномен системы, поскольку, по его мнению, наряду с дороговизной и редкостью, атрибутом роскоши можно считать её временный характер, который выражается в физическом уничтожении предметов роскоши их владельцами.

### Исследования в социологии
Из социологов первым исследовал роскошь Вернер Зомбарт. Он ввел разделение альтруистической и эгоистической роскоши, а также связал развитие роскоши с изменением положения женщины в европейском обществе.

## Борьба с роскошью
- В XV веке во Флоренции проповедник Джироламо Савонарола устраивал «костры тщеславия», где сжигал предметы роскоши.
- В XVIII веке Тихон Задонский уподоблял роскошь «всепагубной язве», которая заключалась в стремлении к обладанию «красивыми домами», «шелковыми одеждами», «собольими шубами» и «английскими каретами»[15]
- В апреле 2009 года спикер Совета Федерации Федерального собрания России Сергей Миронов попытался провести закон о налоге на роскошь.